# باولو كليمينت
باولو كليمينت (14 أكتوبر 1983 ببونتا ديلغادا في البرتغال - ) هو لاعب كرة قدم برتغالي في مركز الهجوم. لعب مع لوليتيانو ونادي أروكا ونادي غوندومار وU.D. Oliveirense ‏ وCD Operário ‏ ونادي تشافيس ونادي سانتا كلارا ونادي فارنزي.

## وصلات خارجية
- باولو كليمينت على موقع قاعدة بيانات كرة القدم.إي يو (الإنجليزية)
- باولو كليمينت على موقع Soccerway.com (الإنجليزية)